# إيفيري باديز غولف 5
إيفيري باديز غولف 5 (بالإنجليزية: Everybody's Golf 5)‏، هي الجزء الخامس من سلسلة إيفيري باديز غولف، وهي لعبة فيديو من نوع رياضة غولف، صدرت اللعبة في الأسواق سنة 2007، وتعمل على منصة بلاي ستيشن 3 الحصرية.